# Свети Димитър (Звъничево)
„Свети великомъченик Димитър Солунски“ е православен храм в пазарджишкото село Звъничево, част от Пловдивската епархия на Българската православна църква.

## История
Храмът е построен в центъра на селото. Иконостасът на храма е дело на дебърски майстори от рода Филипови.